# Glenn Miller
Glenn Miller, (Clarinda, Iowa, 1. ožujka 1904. – iznad La Mancha, 15. prosinca 1944.), bio je američki trombonist, skladatelj, jazz glazbenik i vođa orkestra.  

## Djetinjstvo
Glenn Miller je rođen u Clarindi, gradu u američkoj saveznoj državi Iowi, a još kao mali seli s obitelji u North Platte u Nebraski. glazbom se počeo baviti kad mu je otac poklonio mandolinu, koju je ubrzo zamijenio trombonom, koji mu je potom postao i omiljenim glazbalom.

## Profesionalni glazbenik
Studij započinje 1923. na Sveučilištu Colorado, gdje postaje članom Sigma Nu Fraternity, ali većinu vremena provodi po raznim audicijama i svirajući, uglavnom sa sastavom Boyda Sentera u Denveru. Budući da je propustio tri od pet predmeta u istom semestru, napušta studij, želeći postati profesionalnim glazbenikom. Studirao je kasnije tzv. "Schillingerovu tehniku" kod Josepha Schillingera, pomoću koje je poslije ostvario i prepoznatljivi "Millerov zvuk" u melodijama poput "Moonlight Serenade" i "In the Mood".

## Uspješan vođa orkestra
Glenn Miller je jedan od glazbenika koji je prodao najviše ploča u razdoblju od 1939. do 1943., kao vođa jednog od najpoznatijih big bandova, The Glenn Miller Orchestra. Među njegove poznate skladbe spadaju "In the Mood", "Moonlight Serenade", "Pennsylvania 6-5000", "Chattanooga Choo Choo", "A String of Pearls", "At Last", "(I've Got a Gal In) Kalamazoo", "American Patrol", "Tuxedo Junction" i "Little Brown Jug".

## Drugi svjetski rat
Glenn Miller je bio prestar da bi bio unovačen u vojsku, ali se prijavio kao dragovoljac i dobio čin kapetana, da bi kasnije kao vođa orkestra dobio čin majora u Zračnim snagama vojske SAD-a. Miller je 15. prosinca 1944. poletio iz vojne baze Twinwood pored Bedforda u Engleskoj prema Parizu, gdje ga je čekao njegov orkestar Army Air Force Band s kojim je trebao proslaviti upravo oslobođeni glavni grad Francuske. No njegov zrakoplov, C-64 Norseman, nestao je tijekom leta negdje iznad kanala La Manche: zrakoplov nije nikada pronađen, iako je bilo nekoliko pokušaja.

## Popularna kultura
Film o Glennu Milleru s Jamesom Stewartom u glavnoj ulozi snimljen je 1954. godine pod nazivom "Priča o Glennu Milleru" (The Glenn Miller Story).

## Vanjske poveznice

### Sestrinski projekti
|  | Zajednički poslužitelj ima još gradiva o temi Glenn Miller |

### Mrežna sjedišta
- Glenn Miller Orchestra: "Kada imate 150 nastupa godišnje morate voljeti to što radite"  Arhivirana inačica izvorne stranice od 29. srpnja 2014. (Wayback Machine) (muzika.hr, pristupljeno 17. srpnja 2014.)
- The Glenn Miller Birthplace Society (engl.)
- Tuxedo Junction – George Spink: »Glenn Miller: Music in the Miller Mood« (engl.)
- Find a Grave: Glenn Miller  Arhivirana inačica izvorne stranice od 26. srpnja 2014. (Wayback Machine) (engl.)